# 小行星4096
小行星4096（英語：4096 Kushiro）是一颗围绕太阳公转的小行星。1987年11月15日，上田清二、金田宏在钏路市发现了此天体。该小行星以位于北海道南部的钏路市命名。
这颗小行星的绝对星等为304.5963954780257等。